# Đội tuyển bóng đá quốc gia Chile
Đội tuyển bóng đá quốc gia Chile (tiếng Tây Ban Nha: Selección de fútbol de Chile) là đội tuyển bóng đá nam đại diện cho Chile tại các giải đấu quốc tế. Đội được quản lý bởi Liên đoàn bóng đá Chile.
Chile đã tham dự 9 kỳ World Cup tính đến thời điểm hiện tại và từng là chủ nhà của World Cup 1962, nơi đội giành vị trí thứ ba chung cuộc, cũng là thành tích tốt nhất mà đội đạt được tại ngày hội bóng đá lớn nhất hành tinh. Ở cấp độ khu vực, Chile đã giành được 2 chức vô địch Copa América liên tiếp vào các năm 2015 và 2016 khi đều vượt qua Argentina trong 2 trận chung kết. Trước đó, đội đã có 4 lần giành vị trí á quân tại giải đấu này. Với chức vô địch Copa América 2015, Chile đã tự động giành quyền tham dự FIFA Confederations Cup 2017, giải đấu mà đội xuất sắc giành vị trí á quân ngay trong lần đầu tiên góp mặt sau thất bại trước Đức ở trận chung kết.

## Danh hiệu
- Vô địch thế giới: 0

Hạng ba: 1962
- Confed Cup: 0

Á quân: 2017
- Vô địch Nam Mỹ: 2

Vô địch: 2015, 2016
Á quân: 1955; 1956; 1979; 1987
Hạng ba: 1926; 1941; 1945; 1967; 1991
- Bóng đá nam tại American Games:

 1987
 1951, 1963
- Cúp Trung Quốc: 1

Vô địch: 2014

## Giải đấu

### Giải vô địch bóng đá thế giới
| Năm       | Thành tích               | St                       | T                        | H                        | B                        | Bt                       | Bb                       |
| --------- | ------------------------ | ------------------------ | ------------------------ | ------------------------ | ------------------------ | ------------------------ | ------------------------ |
| 1930      | Vòng bảng                | 3                        | 2                        | 0                        | 1                        | 5                        | 3                        |
| 1934      | Rút lui                  | Rút lui                  | Rút lui                  | Rút lui                  | Rút lui                  | Rút lui                  | Rút lui                  |
| 1938      | Rút lui                  | Rút lui                  | Rút lui                  | Rút lui                  | Rút lui                  | Rút lui                  | Rút lui                  |
| 1950      | Vòng bảng                | 3                        | 1                        | 0                        | 2                        | 5                        | 6                        |
| 1954      | Không vượt qua vòng loại | Không vượt qua vòng loại | Không vượt qua vòng loại | Không vượt qua vòng loại | Không vượt qua vòng loại | Không vượt qua vòng loại | Không vượt qua vòng loại |
| 1958      | Không vượt qua vòng loại | Không vượt qua vòng loại | Không vượt qua vòng loại | Không vượt qua vòng loại | Không vượt qua vòng loại | Không vượt qua vòng loại | Không vượt qua vòng loại |
| 1962      | Hạng ba                  | 6                        | 4                        | 0                        | 2                        | 10                       | 8                        |
| 1966      | Vòng bảng                | 3                        | 0                        | 1                        | 2                        | 2                        | 5                        |
| 1970      | Không vượt qua vòng loại | Không vượt qua vòng loại | Không vượt qua vòng loại | Không vượt qua vòng loại | Không vượt qua vòng loại | Không vượt qua vòng loại | Không vượt qua vòng loại |
| 1974      | Vòng bảng                | 3                        | 0                        | 2                        | 1                        | 1                        | 2                        |
| 1978      | Không vượt qua vòng loại | Không vượt qua vòng loại | Không vượt qua vòng loại | Không vượt qua vòng loại | Không vượt qua vòng loại | Không vượt qua vòng loại | Không vượt qua vòng loại |
| 1982      | Vòng bảng                | 3                        | 0                        | 0                        | 3                        | 3                        | 8                        |
| 1986      | Không vượt qua vòng loại | Không vượt qua vòng loại | Không vượt qua vòng loại | Không vượt qua vòng loại | Không vượt qua vòng loại | Không vượt qua vòng loại | Không vượt qua vòng loại |
| 1990      | Không vượt qua vòng loại | Không vượt qua vòng loại | Không vượt qua vòng loại | Không vượt qua vòng loại | Không vượt qua vòng loại | Không vượt qua vòng loại | Không vượt qua vòng loại |
| 1994      | Bị cấm                   | Bị cấm                   | Bị cấm                   | Bị cấm                   | Bị cấm                   | Bị cấm                   | Bị cấm                   |
| 1998      | Vòng 16 đội              | 4                        | 0                        | 3                        | 1                        | 5                        | 8                        |
| 2002      | Không vượt qua vòng loại | Không vượt qua vòng loại | Không vượt qua vòng loại | Không vượt qua vòng loại | Không vượt qua vòng loại | Không vượt qua vòng loại | Không vượt qua vòng loại |
| 2006      | Không vượt qua vòng loại | Không vượt qua vòng loại | Không vượt qua vòng loại | Không vượt qua vòng loại | Không vượt qua vòng loại | Không vượt qua vòng loại | Không vượt qua vòng loại |
| 2010      | Vòng 16 đội              | 4                        | 2                        | 0                        | 2                        | 3                        | 5                        |
| 2014      | Vòng 16 đội              | 4                        | 2                        | 1                        | 1                        | 6                        | 4                        |
| 2018      | Không vượt qua vòng loại | Không vượt qua vòng loại | Không vượt qua vòng loại | Không vượt qua vòng loại | Không vượt qua vòng loại | Không vượt qua vòng loại | Không vượt qua vòng loại |
| 2022      | Không vượt qua vòng loại | Không vượt qua vòng loại | Không vượt qua vòng loại | Không vượt qua vòng loại | Không vượt qua vòng loại | Không vượt qua vòng loại | Không vượt qua vòng loại |
| 2026      | Không vượt qua vòng loại | Không vượt qua vòng loại | Không vượt qua vòng loại | Không vượt qua vòng loại | Không vượt qua vòng loại | Không vượt qua vòng loại | Không vượt qua vòng loại |
| 2030      | Chưa xác định            | Chưa xác định            | Chưa xác định            | Chưa xác định            | Chưa xác định            | Chưa xác định            | Chưa xác định            |
| 2034      | Chưa xác định            | Chưa xác định            | Chưa xác định            | Chưa xác định            | Chưa xác định            | Chưa xác định            | Chưa xác định            |
| Tổng cộng | 9/23 Hạng ba             | 33                       | 11                       | 7                        | 15                       | 40                       | 49                       |

### Cúp Liên đoàn các châu lục
| Năm       | Vòng                      | Thứ hạng                  | Trận                      | Thắng                     | Hòa                       | Thua                      | BT                        | BB                        |
| --------- | ------------------------- | ------------------------- | ------------------------- | ------------------------- | ------------------------- | ------------------------- | ------------------------- | ------------------------- |
| 1992      | Không giành quyền tham dự | Không giành quyền tham dự | Không giành quyền tham dự | Không giành quyền tham dự | Không giành quyền tham dự | Không giành quyền tham dự | Không giành quyền tham dự | Không giành quyền tham dự |
| 1995      | Không giành quyền tham dự | Không giành quyền tham dự | Không giành quyền tham dự | Không giành quyền tham dự | Không giành quyền tham dự | Không giành quyền tham dự | Không giành quyền tham dự | Không giành quyền tham dự |
| 1997      | Không giành quyền tham dự | Không giành quyền tham dự | Không giành quyền tham dự | Không giành quyền tham dự | Không giành quyền tham dự | Không giành quyền tham dự | Không giành quyền tham dự | Không giành quyền tham dự |
| 1999      | Không giành quyền tham dự | Không giành quyền tham dự | Không giành quyền tham dự | Không giành quyền tham dự | Không giành quyền tham dự | Không giành quyền tham dự | Không giành quyền tham dự | Không giành quyền tham dự |
| 2001      | Không giành quyền tham dự | Không giành quyền tham dự | Không giành quyền tham dự | Không giành quyền tham dự | Không giành quyền tham dự | Không giành quyền tham dự | Không giành quyền tham dự | Không giành quyền tham dự |
| 2003      | Không giành quyền tham dự | Không giành quyền tham dự | Không giành quyền tham dự | Không giành quyền tham dự | Không giành quyền tham dự | Không giành quyền tham dự | Không giành quyền tham dự | Không giành quyền tham dự |
| 2005      | Không giành quyền tham dự | Không giành quyền tham dự | Không giành quyền tham dự | Không giành quyền tham dự | Không giành quyền tham dự | Không giành quyền tham dự | Không giành quyền tham dự | Không giành quyền tham dự |
| 2009      | Không giành quyền tham dự | Không giành quyền tham dự | Không giành quyền tham dự | Không giành quyền tham dự | Không giành quyền tham dự | Không giành quyền tham dự | Không giành quyền tham dự | Không giành quyền tham dự |
| 2013      | Không giành quyền tham dự | Không giành quyền tham dự | Không giành quyền tham dự | Không giành quyền tham dự | Không giành quyền tham dự | Không giành quyền tham dự | Không giành quyền tham dự | Không giành quyền tham dự |
| 2017      | Á quân                    | 2nd                       | 5                         | 1                         | 3                         | 1                         | 4                         | 3                         |
| Tổng cộng | Á quân                    | 1/10                      | 5                         | 1                         | 3                         | 1                         | 4                         | 3                         |

* Hòa bao gồm các trận đấu loại trực tiếp phải quyết định bằng sút phạt đền. Màu tối hơn chỉ chiến thắng, màu bình thường chỉ thất bại.

### Cúp bóng đá Nam Mỹ
| Cúp bóng đá Nam Mỹ | Cúp bóng đá Nam Mỹ | Cúp bóng đá Nam Mỹ | Cúp bóng đá Nam Mỹ | Cúp bóng đá Nam Mỹ | Cúp bóng đá Nam Mỹ | Cúp bóng đá Nam Mỹ | Cúp bóng đá Nam Mỹ | Cúp bóng đá Nam Mỹ |
| Năm                | Thành tích         | Thứ hạng           | Pld                | W                  | D                  | L                  | GF                 | GA                 |
| ------------------ | ------------------ | ------------------ | ------------------ | ------------------ | ------------------ | ------------------ | ------------------ | ------------------ |
| 1916               | Hạng tư            | 4th                | 3                  | 0                  | 1                  | 2                  | 2                  | 11                 |
| 1917               | Hạng tư            | 4th                | 3                  | 0                  | 0                  | 3                  | 0                  | 10                 |
| 1919               | Hạng tư            | 4th                | 3                  | 0                  | 0                  | 3                  | 1                  | 12                 |
| 1920               | Hạng tư            | 4th                | 3                  | 0                  | 1                  | 2                  | 2                  | 4                  |
| 1921               | Bỏ cuộc            | Bỏ cuộc            | Bỏ cuộc            | Bỏ cuộc            | Bỏ cuộc            | Bỏ cuộc            | Bỏ cuộc            | Bỏ cuộc            |
| 1922               | Hạng năm           | 5th                | 4                  | 0                  | 1                  | 3                  | 1                  | 10                 |
| 1923               | Bỏ cuộc            | Bỏ cuộc            | Bỏ cuộc            | Bỏ cuộc            | Bỏ cuộc            | Bỏ cuộc            | Bỏ cuộc            | Bỏ cuộc            |
| 1924               | Hạng tư            | 4th                | 3                  | 0                  | 0                  | 3                  | 1                  | 10                 |
| 1925               | Bỏ cuộc            | Bỏ cuộc            | Bỏ cuộc            | Bỏ cuộc            | Bỏ cuộc            | Bỏ cuộc            | Bỏ cuộc            | Bỏ cuộc            |
| 1926               | Hạng ba            | 3rd                | 4                  | 2                  | 1                  | 1                  | 14                 | 6                  |
| 1927               | Bỏ cuộc            | Bỏ cuộc            | Bỏ cuộc            | Bỏ cuộc            | Bỏ cuộc            | Bỏ cuộc            | Bỏ cuộc            | Bỏ cuộc            |
| 1929               | Không tham dự      | Không tham dự      | Không tham dự      | Không tham dự      | Không tham dự      | Không tham dự      | Không tham dự      | Không tham dự      |
| 1935               | Hạng tư            | 4th                | 3                  | 0                  | 0                  | 3                  | 2                  | 7                  |
| 1937               | Hạng năm           | 5th                | 5                  | 1                  | 1                  | 3                  | 12                 | 13                 |
| 1939               | Hạng tư            | 4th                | 4                  | 1                  | 0                  | 3                  | 8                  | 12                 |
| 1941               | Hạng ba            | 3rd                | 4                  | 2                  | 0                  | 2                  | 6                  | 3                  |
| 1942               | Hạng sáu           | 6th                | 6                  | 1                  | 1                  | 4                  | 4                  | 15                 |
| 1945               | Hạng ba            | 3rd                | 6                  | 4                  | 1                  | 1                  | 15                 | 5                  |
| 1946               | Hạng năm           | 5th                | 5                  | 2                  | 0                  | 3                  | 8                  | 11                 |
| 1947               | Hạng tư            | 4th                | 7                  | 4                  | 1                  | 2                  | 14                 | 13                 |
| 1949               | Hạng năm           | 5th                | 7                  | 2                  | 1                  | 4                  | 10                 | 14                 |
| 1953               | Hạng tư            | 4th                | 6                  | 3                  | 1                  | 2                  | 10                 | 10                 |
| 1955               | Á quân             | 2nd                | 5                  | 3                  | 1                  | 1                  | 19                 | 8                  |
| 1956               | Á quân             | 2nd                | 5                  | 3                  | 0                  | 2                  | 11                 | 8                  |
| 1957               | Hạng sáu           | 6th                | 6                  | 1                  | 1                  | 4                  | 9                  | 17                 |
| 1959               | Hạng năm           | 5th                | 6                  | 2                  | 1                  | 3                  | 9                  | 14                 |
| 1959               | Không tham dự      | Không tham dự      | Không tham dự      | Không tham dự      | Không tham dự      | Không tham dự      | Không tham dự      | Không tham dự      |
| 1963               | Không tham dự      | Không tham dự      | Không tham dự      | Không tham dự      | Không tham dự      | Không tham dự      | Không tham dự      | Không tham dự      |
| 1967               | Hạng ba            | 3rd                | 5                  | 2                  | 2                  | 1                  | 8                  | 6                  |
| 1975               | Vòng bảng          | 6th                | 4                  | 1                  | 1                  | 2                  | 7                  | 6                  |
| 1979               | Á quân             | 2nd                | 9                  | 4                  | 3                  | 2                  | 13                 | 6                  |
| 1983               | Vòng bảng          | 5th                | 4                  | 2                  | 1                  | 1                  | 8                  | 2                  |
| 1987               | Á quân             | 2nd                | 4                  | 3                  | 0                  | 1                  | 9                  | 3                  |
| 1989               | Vòng bảng          | 5th                | 4                  | 2                  | 0                  | 2                  | 7                  | 5                  |
| 1991               | Hạng ba            | 3rd                | 7                  | 3                  | 2                  | 2                  | 11                 | 6                  |
| 1993               | Vòng bảng          | 7th                | 3                  | 1                  | 0                  | 2                  | 3                  | 4                  |
| 1995               | Vòng bảng          | 9th                | 3                  | 0                  | 1                  | 2                  | 3                  | 8                  |
| 1997               | Vòng bảng          | 9th                | 3                  | 0                  | 0                  | 3                  | 1                  | 5                  |
| 1999               | Hạng tư            | 4th                | 6                  | 2                  | 1                  | 3                  | 8                  | 7                  |
| 2001               | Tứ kết             | 7th                | 4                  | 2                  | 0                  | 2                  | 5                  | 5                  |
| 2004               | Vòng bảng          | 10th               | 3                  | 0                  | 1                  | 2                  | 2                  | 4                  |
| 2007               | Tứ kết             | 8th                | 4                  | 1                  | 1                  | 2                  | 4                  | 11                 |
| 2011               | Tứ kết             | 5th                | 4                  | 2                  | 1                  | 1                  | 5                  | 4                  |
| 2015               | Vô địch            | 1st                | 6                  | 4                  | 2                  | 0                  | 13                 | 4                  |
| 2016               | Vô địch            | 1st                | 6                  | 4                  | 1                  | 1                  | 16                 |                    |
| 2019               | Hạng tư            | 4th                | 6                  | 2                  | 1                  | 3                  | 7                  | 7                  |
| 2021               | Tứ kết             | 7th                | 5                  | 1                  | 2                  | 2                  | 3                  | 5                  |
| 2024               | Vòng bảng          | 12th               | 3                  | 0                  | 2                  | 1                  | 0                  | 1                  |
| Tổng cộng          | 2 lần vô địch      | 41/48              | 188                | 67                 | 33                 | 88                 | 291                | 316                |

### Thế vận hội Mùa hè
- (Nội dung thi đấu dành cho cấp đội tuyển quốc gia cho đến kỳ Đại hội năm 1988)

| Thế vận hội Mùa hè | Thế vận hội Mùa hè       | Thế vận hội Mùa hè       | Thế vận hội Mùa hè       | Thế vận hội Mùa hè       | Thế vận hội Mùa hè       | Thế vận hội Mùa hè       | Thế vận hội Mùa hè       | Thế vận hội Mùa hè       |
| Năm                | Thành tích               | Thứ hạng                 | Pld                      | W                        | D                        | L                        | GF                       | GA                       |
| ------------------ | ------------------------ | ------------------------ | ------------------------ | ------------------------ | ------------------------ | ------------------------ | ------------------------ | ------------------------ |
| 1900               | Không tham dự            | Không tham dự            | Không tham dự            | Không tham dự            | Không tham dự            | Không tham dự            | Không tham dự            | Không tham dự            |
| 1904               | Không tham dự            | Không tham dự            | Không tham dự            | Không tham dự            | Không tham dự            | Không tham dự            | Không tham dự            | Không tham dự            |
| 1908               | Không tham dự            | Không tham dự            | Không tham dự            | Không tham dự            | Không tham dự            | Không tham dự            | Không tham dự            | Không tham dự            |
| 1912               | Không tham dự            | Không tham dự            | Không tham dự            | Không tham dự            | Không tham dự            | Không tham dự            | Không tham dự            | Không tham dự            |
| 1920               | Không tham dự            | Không tham dự            | Không tham dự            | Không tham dự            | Không tham dự            | Không tham dự            | Không tham dự            | Không tham dự            |
| 1924               | Không tham dự            | Không tham dự            | Không tham dự            | Không tham dự            | Không tham dự            | Không tham dự            | Không tham dự            | Không tham dự            |
| 1928               | Vòng 1                   | 10th                     | 3                        | 1                        | 1                        | 1                        | 7                        | 7                        |
| 1936               | Bỏ cuộc                  | Bỏ cuộc                  | Bỏ cuộc                  | Bỏ cuộc                  | Bỏ cuộc                  | Bỏ cuộc                  | Bỏ cuộc                  | Bỏ cuộc                  |
| 1948               | Không tham dự            | Không tham dự            | Không tham dự            | Không tham dự            | Không tham dự            | Không tham dự            | Không tham dự            | Không tham dự            |
| 1952               | Vòng sơ loại             | 17th                     | 1                        | 0                        | 0                        | 1                        | 4                        | 5                        |
| 1956               | Không tham dự            | Không tham dự            | Không tham dự            | Không tham dự            | Không tham dự            | Không tham dự            | Không tham dự            | Không tham dự            |
| 1960               | Không vượt qua vòng loại | Không vượt qua vòng loại | Không vượt qua vòng loại | Không vượt qua vòng loại | Không vượt qua vòng loại | Không vượt qua vòng loại | Không vượt qua vòng loại | Không vượt qua vòng loại |
| 1964               | Không vượt qua vòng loại | Không vượt qua vòng loại | Không vượt qua vòng loại | Không vượt qua vòng loại | Không vượt qua vòng loại | Không vượt qua vòng loại | Không vượt qua vòng loại | Không vượt qua vòng loại |
| 1968               | Không vượt qua vòng loại | Không vượt qua vòng loại | Không vượt qua vòng loại | Không vượt qua vòng loại | Không vượt qua vòng loại | Không vượt qua vòng loại | Không vượt qua vòng loại | Không vượt qua vòng loại |
| 1972               | Không vượt qua vòng loại | Không vượt qua vòng loại | Không vượt qua vòng loại | Không vượt qua vòng loại | Không vượt qua vòng loại | Không vượt qua vòng loại | Không vượt qua vòng loại | Không vượt qua vòng loại |
| 1976               | Không vượt qua vòng loại | Không vượt qua vòng loại | Không vượt qua vòng loại | Không vượt qua vòng loại | Không vượt qua vòng loại | Không vượt qua vòng loại | Không vượt qua vòng loại | Không vượt qua vòng loại |
| 1980               | Không vượt qua vòng loại | Không vượt qua vòng loại | Không vượt qua vòng loại | Không vượt qua vòng loại | Không vượt qua vòng loại | Không vượt qua vòng loại | Không vượt qua vòng loại | Không vượt qua vòng loại |
| 1984               | Tứ kết                   | 7th                      | 4                        | 1                        | 2                        | 1                        | 2                        | 2                        |
| 1988               | Không vượt qua vòng loại | Không vượt qua vòng loại | Không vượt qua vòng loại | Không vượt qua vòng loại | Không vượt qua vòng loại | Không vượt qua vòng loại | Không vượt qua vòng loại | Không vượt qua vòng loại |
| Tổng cộng          | 1 lần tứ kết             | 3/19                     | 8                        | 6                        | 3                        | 5                        | 27                       | 20                       |

### Đại hội Thể thao liên Mỹ
- (Nội dung thi đấu dành cho cấp đội tuyển quốc gia cho đến kỳ Đại hội năm 1988)

| Đại hội Thể thao liên Mỹ | Đại hội Thể thao liên Mỹ | Đại hội Thể thao liên Mỹ | Đại hội Thể thao liên Mỹ | Đại hội Thể thao liên Mỹ | Đại hội Thể thao liên Mỹ | Đại hội Thể thao liên Mỹ | Đại hội Thể thao liên Mỹ | Đại hội Thể thao liên Mỹ |
| Năm                      | Thành tích               | Thứ hạng                 | Pld                      | W                        | D                        | L                        | GF                       | GA                       |
| ------------------------ | ------------------------ | ------------------------ | ------------------------ | ------------------------ | ------------------------ | ------------------------ | ------------------------ | ------------------------ |
| 1951                     | Huy chương đồng          | 3rd                      | 4                        | 1                        | 2                        | 1                        | 8                        | 6                        |
| 1955                     | Không tham dự            | Không tham dự            | Không tham dự            | Không tham dự            | Không tham dự            | Không tham dự            | Không tham dự            | Không tham dự            |
| 1959                     | Không tham dự            | Không tham dự            | Không tham dự            | Không tham dự            | Không tham dự            | Không tham dự            | Không tham dự            | Không tham dự            |
| 1963                     | Huy chương đồng          | 3rd                      | 4                        | 2                        | 1                        | 1                        | 12                       | 6                        |
| 1967                     | Không tham dự            | Không tham dự            | Không tham dự            | Không tham dự            | Không tham dự            | Không tham dự            | Không tham dự            | Không tham dự            |
| 1971                     | Không tham dự            | Không tham dự            | Không tham dự            | Không tham dự            | Không tham dự            | Không tham dự            | Không tham dự            | Không tham dự            |
| 1975                     | Không tham dự            | Không tham dự            | Không tham dự            | Không tham dự            | Không tham dự            | Không tham dự            | Không tham dự            | Không tham dự            |
| 1979                     | Không tham dự            | Không tham dự            | Không tham dự            | Không tham dự            | Không tham dự            | Không tham dự            | Không tham dự            | Không tham dự            |
| 1983                     | Hạng tư                  | 4th                      | 3                        | 1                        | 2                        | 0                        | 3                        | 2                        |
| 1987                     | Huy chương bạc           | 2nd                      | 5                        | 2                        | 2                        | 1                        | 6                        | 6                        |
| 1991                     | Không tham dự            | Không tham dự            | Không tham dự            | Không tham dự            | Không tham dự            | Không tham dự            | Không tham dự            | Không tham dự            |
| 1995                     | Tứ kết                   | 7th                      | 4                        | 1                        | 1                        | 2                        | 3                        | 6                        |
| Tổng cộng                | 1 lần huy chương bạc     | 6/12                     | 20                       | 7                        | 8                        | 5                        | 32                       | 26                       |

## Lịch thi đấu

### 2024
| 22 tháng 3 Giao hữu | Albania | 0–3      | Chile                                     | Parma, Ý                                 |  |
| 20:45 --:-- UTC+1   |         | Chi tiết | - Vargas 19' - Bolados 83' - Dávila 90+2' | Sân vận động: Sân vận động Ennio Tardini |  |

| 26 tháng 3 Giao hữu | Pháp                                       | 3–2      | Chile                   | Marseille, France                                                    |  |
| 21:00 UTC+1         | - Fofana 18' - Kolo Muani 25' - Giroud 72' | Chi tiết | - Núñez 6' - Osorio 82' | Sân vận động: Sân vận động Vélodrome Trọng tài: Anthony Taylor (Anh) |  |

| 11 tháng 6 Giao hữu | Chile                          | 3–0      | Paraguay | Santiago, Chile                                                                                     |  |
| 21:00 UTC-3         | - Dávila 17', 37' - Vargas 53' | Chi tiết |          | Sân vận động: Sân vận động quốc gia Julio Martínez Prádanos Trọng tài: Pablo Echavarría (Argentina) |  |

| 21 tháng 6 Copa América 2024 | Perú | 0–0      | Chile | Arlington, Texas, Hoa Kỳ                                                                  |  |
| 19:00 UTC-5                  |      | Chi tiết |       | Sân vận động: Sân vận động AT&T Lượng khán giả: 43,030 Trọng tài: Wilton Sampaio (Brasil) |  |

| 25 tháng 6 Copa América 2024 | Chile | 0–1      | Argentina          | East Rutherford, Hoa Kỳ                                                                       |  |
| 21:00 UTC-4                  |       | Chi tiết | - La. Martínez 88' | Sân vận động: Sân vận động MetLife Lượng khán giả: 81,106 Trọng tài: Andrés Matonte (Uruguay) |  |

| 29 tháng 6 Copa América 2024 | Canada | 0–0      | Chile | Orlando, Hoa Kỳ                                                                                |  |
| 20:00 UTC-4                  |        | Chi tiết |       | Sân vận động: Sân vận động Exploria Lượng khán giả: 24,481 Trọng tài: Wilmar Roldán (Colombia) |  |

| tháng 9 Vòng loại FIFA World Cup 2026 | Argentina | v | Chile | Argentina |
| --:-- UTC-3                           |           |   |       |           |

| tháng 9 Vòng loại FIFA World Cup 2026 | Chile | v | Bolivia | Santiago, Chile                                      |  |
| --:-- UTC-3                           |       |   |         | Sân vận động: Sân vận động Monumental David Arellano |  |

| tháng 10 Vòng loại FIFA World Cup 2026 | Chile | v | Brasil | Santiago, Chile                                      |  |
| --:-- UTC-3                            |       |   |        | Sân vận động: Sân vận động Monumental David Arellano |  |

| tháng 10 Vòng loại FIFA World Cup 2026 | Colombia | v | Chile | Barranquilla, Colombia                   |  |
| --:-- UTC-5                            |          |   |       | Sân vận động: Sân vận động Metropolitano |  |

| tháng 11 Vòng loại FIFA World Cup 2026 | Perú | v | Chile | Lima, Peru                          |  |
| --:-- UTC-5                            |      |   |       | Sân vận động: Sân vận động quốc gia |  |

| tháng 11 Vòng loại FIFA World Cup 2026 | Chile | v | Venezuela | Santiago, Chile                                      |  |
| --:-- UTC-3                            |       |   |           | Sân vận động: Sân vận động Monumental David Arellano |  |

## Kỷ lục

### Số lần khoác áo đội tuyển quốc gia

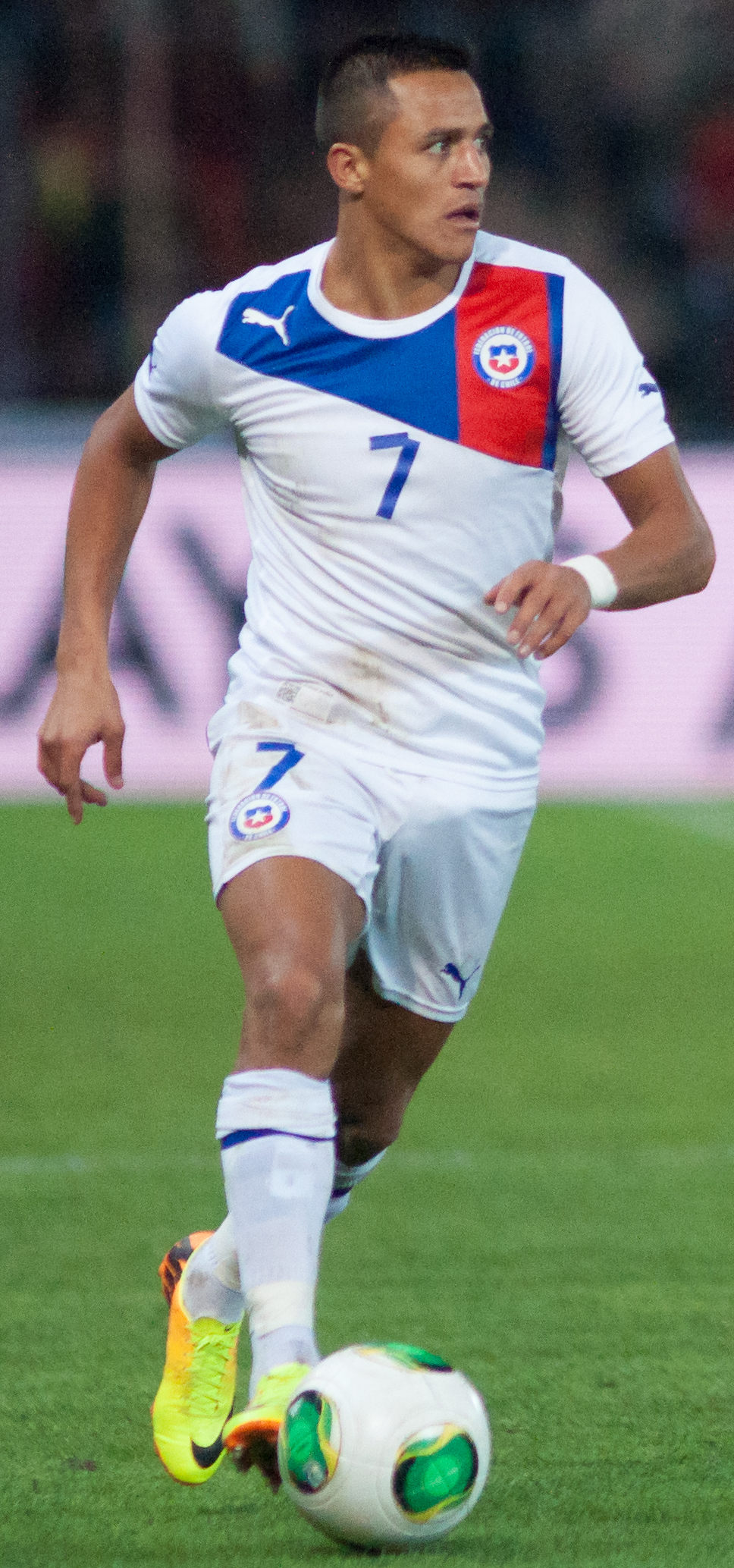
Alexis Sánchez là cầu thủ thi đấu nhiều nhất và cũng là cầu thủ ghi nhiều bàn thắng nhất với 166 lần ra sân và ghi được 51 bàn thắng.

Tính đến 29 tháng 6 năm 2024
Cầu thủ in đậm vẫn còn thi đấu ở đội tuyển quốc gia.
| STT | Cầu thủ          | Số trận | Bàn thắng | Thời gian thi đấu |
| --- | ---------------- | ------- | --------- | ----------------- |
| 1   | Alexis Sánchez   | 166     | 51        | 2006–             |
| 2   | Gary Medel       | 161     | 7         | 2007–2023         |
| 3   | Claudio Bravo    | 150     | 0         | 2004–2024         |
| 4   | Arturo Vidal     | 142     | 34        | 2007–             |
| 4   | Mauricio Isla    | 142     | 5         | 2007–             |
| 6   | Gonzalo Jara     | 115     | 3         | 2006–2019         |
| 7   | Eduardo Vargas   | 112     | 42        | 2009–             |
| 8   | Jean Beausejour  | 109     | 6         | 2004–2021         |
| 9   | Charles Aránguiz | 97      | 7         | 2009–2022         |
| 10  | Leonel Sánchez   | 85      | 24        | 1955–1968         |

### Cầu thủ ghi nhiều bàn thắng nhất
Tính đến 29 tháng 6 năm 2024
Cầu thủ in đậm vẫn còn thi đấu ở đội tuyển quốc gia.
| STT | Cầu thủ              | Bàn thắng | Số trận | Hiệu suất | Thời gian thi đấu |
| --- | -------------------- | --------- | ------- | --------- | ----------------- |
| 1   | Alexis Sánchez       | 51        | 166     | 0.31      | 2006–             |
| 2   | Eduardo Vargas       | 42        | 112     | 0.3       | 2009–             |
| 3   | Marcelo Salas        | 37        | 70      | 0.53      | 1994–2007         |
| 4   | Iván Zamorano        | 34        | 69      | 0.49      | 1987–2001         |
| 5   | Arturo Vidal         | 34        | 142     | 0.24      | 2007–             |
| 6   | Carlos Caszely       | 29        | 49      | 0.59      | 1969–1985         |
| 7   | Leonel Sánchez       | 24        | 85      | 0.28      | 1955–1968         |
| 8   | Jorge Aravena        | 22        | 37      | 0.59      | 1983–1990         |
| 9   | Humberto Suazo       | 21        | 60      | 0.35      | 2005–2013         |
| 10  | Juan Carlos Letelier | 18        | 57      | 0.32      | 1979–1989         |

## Cầu thủ

### Đội hình hiện tại
Đây là đội hình đã hoàn thành Copa América 2024.

Số liệu thống kê tính đến ngày 29 tháng 6 năm 2024, sau trận gặp Canada.

| Số | VT | Cầu thủ                    | Ngày sinh (tuổi)  | Trận | Bàn | Câu lạc bộ           |
| -- | -- | -------------------------- | ----------------- | ---- | --- | -------------------- |
| 1  | TM | Claudio Bravo (đội trưởng) | 13 tháng 4, 1983  | 150  | 0   | Unattached           |
| 12 | TM | Gabriel Arias              | 13 tháng 9, 1987  | 17   | 0   | Racing               |
| 23 | TM | Brayan Cortés              | 11 tháng 3, 1995  | 16   | 0   | Colo-Colo            |
|    |    |                            |                   |      |     |                      |
| 2  | HV | Gabriel Suazo              | 9 tháng 8, 1997   | 28   | 0   | Toulouse             |
| 3  | HV | Guillermo Maripán          | 6 tháng 5, 1994   | 48   | 2   | Monaco               |
| 4  | HV | Mauricio Isla              | 12 tháng 6, 1988  | 142  | 5   | Independiente        |
| 5  | HV | Paulo Díaz                 | 25 tháng 8, 1994  | 48   | 1   | River Plate          |
| 6  | HV | Thomas Galdames            | 20 tháng 11, 1998 | 1    | 0   | Godoy Cruz           |
| 16 | HV | Igor Lichnovsky            | 7 tháng 3, 1994   | 13   | 0   | UANL                 |
| 21 | HV | Matías Catalán             | 19 tháng 8, 1992  | 7    | 0   | Talleres             |
| 25 | HV | Benjamín Kuscevic          | 2 tháng 5, 1996   | 8    | 0   | Fortaleza            |
| 26 | HV | Nicolás Fernández          | 3 tháng 8, 1999   | 3    | 0   | Audax Italiano       |
|    |    |                            |                   |      |     |                      |
| 7  | TV | Marcelino Núñez            | 1 tháng 3, 2000   | 28   | 5   | Norwich City         |
| 8  | TV | Darío Osorio               | 24 tháng 1, 2004  | 11   | 1   | Midtjylland          |
| 13 | TV | Erick Pulgar               | 15 tháng 1, 1994  | 52   | 4   | Flamengo             |
| 15 | TV | Diego Valdés               | 30 tháng 1, 1994  | 32   | 2   | América              |
| 17 | TV | Esteban Pavez              | 1 tháng 5, 1990   | 13   | 0   | Colo-Colo            |
| 18 | TV | Rodrigo Echeverría         | 17 tháng 4, 1995  | 14   | 1   | Huracán              |
| 24 | TV | César Pérez                | 29 tháng 11, 2002 | 4    | 0   | Unión La Calera      |
|    |    |                            |                   |      |     |                      |
| 9  | TĐ | Víctor Dávila              | 4 tháng 11, 1997  | 14   | 3   | CSKA Moscow          |
| 10 | TĐ | Alexis Sánchez (đội phó)   | 19 tháng 12, 1988 | 166  | 51  | Unattached           |
| 11 | TĐ | Eduardo Vargas             | 20 tháng 11, 1989 | 112  | 42  | Atlético Mineiro     |
| 14 | TĐ | Cristián Zavala            | 3 tháng 8, 1999   | 3    | 0   | Colo-Colo            |
| 19 | TĐ | Marcos Bolados             | 28 tháng 2, 1996  | 10   | 2   | Colo-Colo            |
| 20 | TĐ | Maximiliano Guerrero       | 15 tháng 1, 2000  | 1    | 0   | Universidad de Chile |
| 22 | TĐ | Ben Brereton Díaz          | 18 tháng 4, 1999  | 33   | 7   | Villarreal           |

### Triệu tập gần đây
Chú thích
- Chấn thương gần đây nhất.
- INJ Cầu thủ rút lui vì chấn thương.
- WD Cầu thủ rút lui do chấn thương không rõ ràng.
- RET Đã chia tay đội tuyển quốc gia.